# Johan Borgen
Johan Collett Müller Borgen född 28 april 1902 i Kristiania (nuvarande Oslo), Norge, död 16 oktober 1979, var en norsk författare, journalist och litteraturkritiker. Han var en av Norges mest kända skribenter under 1950- och 1960-talen.
Borgen var från 1934 gift med Annemarta Borgen. Han arbetade som journalist vid Dagbladet 1923–1928 och 1930–1941. Som författare debuterade Borgen 1925 med novellsamlingen Mot mørket. 1928–1930 var han journalist vid Morgenbladet.
I Dagbladet blev han känd för att skriva korta artiklar med muntert anslag under pseudonymen Mumle Gåsegg. Ett urval av dessa gavs ut i bokform i Betraktninger og anfektelser (1932) och Seksti Mumle Gåsegg (1936). Från 10 april 1940, då Norge var ockuperat, fick Mumle Gåsegg-artiklarna rollen att kommunicera med tidningsläsarna bakom den tyska censurens rygg. Han skrev ironiska, nedsättande artiklar om det nazistiska styret, men formulerade sig så att de under en längre tid undgick att stoppas av censuren. I september 1941 slog dock censuren till, då Borgen och Dagbladets redaktör Gunnar Larsen arresterades och fördes till fånglägret Grini. Han släpptes i mars 1942.
Hösten 1943 fick Borgen förvarning om att den tyska ockupationsmakten åter fått intresse för honom, och han flydde då till Sverige. Under tiden i Sverige knöts han till den norska legationens pressavdelning i Stockholm.
1954-1960 var han redaktör för tidskriften Vinduet och han skrev i vänstertidningen Orientering, vars medarbetare var med och grundade Sosialistisk folkeparti.
Under mellankrigstiden skrev Borgen noveller, romaner och dramer men det var först med den självbiografiska Lillelords-trilogien 1955–1957 (Lillelord, De mörka källorna och Vi har honom nu) som han fick sitt verkliga litterära genombrott. Trilogin är en betydande tidsskildring och en studie av en splittrad personlighet. Under samma tid tillkom många mästerliga noveller i symbolisk-realistisk stil.